# Not Easy
"Not Easy" é uma canção do produtor e compositor norte-americano Alex da Kid. A canção, primeiro single do álbum de estreia do artista, foi lançada em 21 de outubro de 2016 através da KIDinaKORNER, sua própria gravadora. A faixa foi escrita pelo próprio Alex Da Kid, com o auxílio de Sam Harris, Casey Harris, Adam Levin, Elle King e Wiz Khalifa e produzida por ele mesmo.

## Composição
Em particular, Alex Da Kid compôs "Not Easy" com o auxílio do tecnologia Watson BEAT da IBM. Durante o processo, Alex contou com a ajuda de outras cinco pessoas, incluindo Elle King e Wiz Khalifa. 
Alex da Kid definiu a experiência como "Uma tecnologia cognitiva que entende a música e permite que os artistas alterem o som de uma música com base no humor que querem expressar".
Em outubro de 2016, um anúncio direcionado à divulgação da tecnologia foi exibido no YouTube, com a canção servindo de trilha. "Eu sou um grande nerd, amo a tecnologia", disse Alex Da Kid ao programa Elvis Duran and the Morning Show.

## Desempenho nas paradas musicais

### Paradas semanais
| Tabela musical                    | Melhor posição |
| --------------------------------- | -------------- |
| Austrália (ARIA Charts)           | 72             |
| Bélgica (Ultratop 50 de Flandres) | 37             |
| Bélgica (Ultratop 40 da Valônia)  | 44             |
| Estados Unidos (Rock Songs)       | 12             |